# Quetschkopfgranate

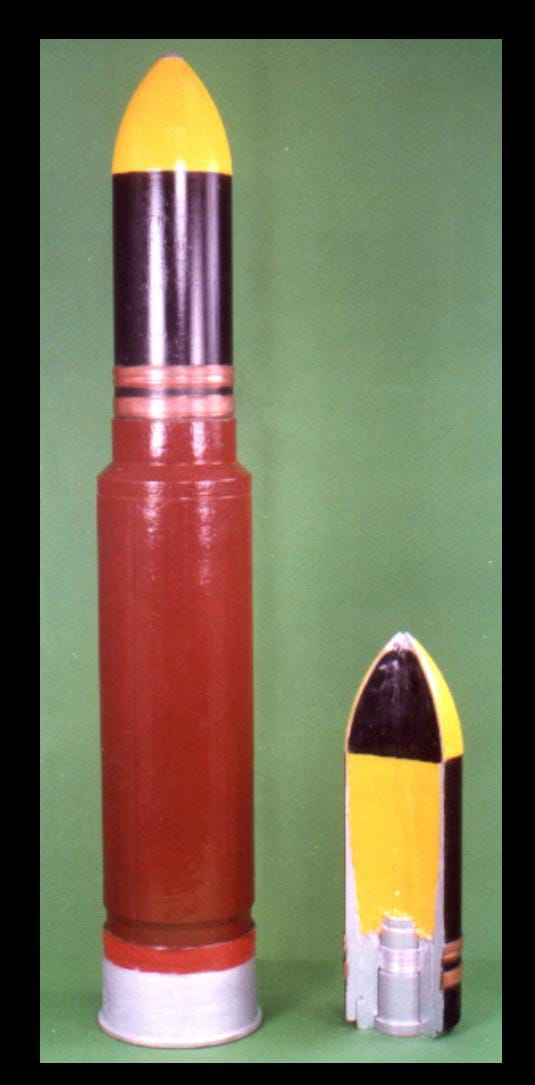
120-mm-Quetschkopfgranate

Eine Quetschkopfgranate bzw. ein Quetschkopfgeschoss ist eine Art panzerbrechender Munition, die beim Auftreffen auf das Ziel Plastiksprengstoff auf diesem verteilt (breitgequetscht) und erst dann zündet, was zu einer großflächigen Druckwirkung auf das Ziel führt. Durch die Explosionsschockwelle an der Außenseite der Panzerung brechen Teile der Panzerung an der Innenseite heraus (Spallation), die sich mit sehr hoher Geschwindigkeit im Kampfraum verteilen und Querschläger bilden, wodurch Geräte beschädigt und die Besatzung verwundet oder getötet wird. Im britischen Sprachraum wird für Quetschkopfgranate die Bezeichnung HESH (High Explosive Squash Head), in den USA HEP (High Explosive Plastic) benutzt.

## Technik

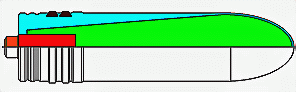
Plastiksprengstoff
Boden- und Verzögerungszünder
Patronenhülse

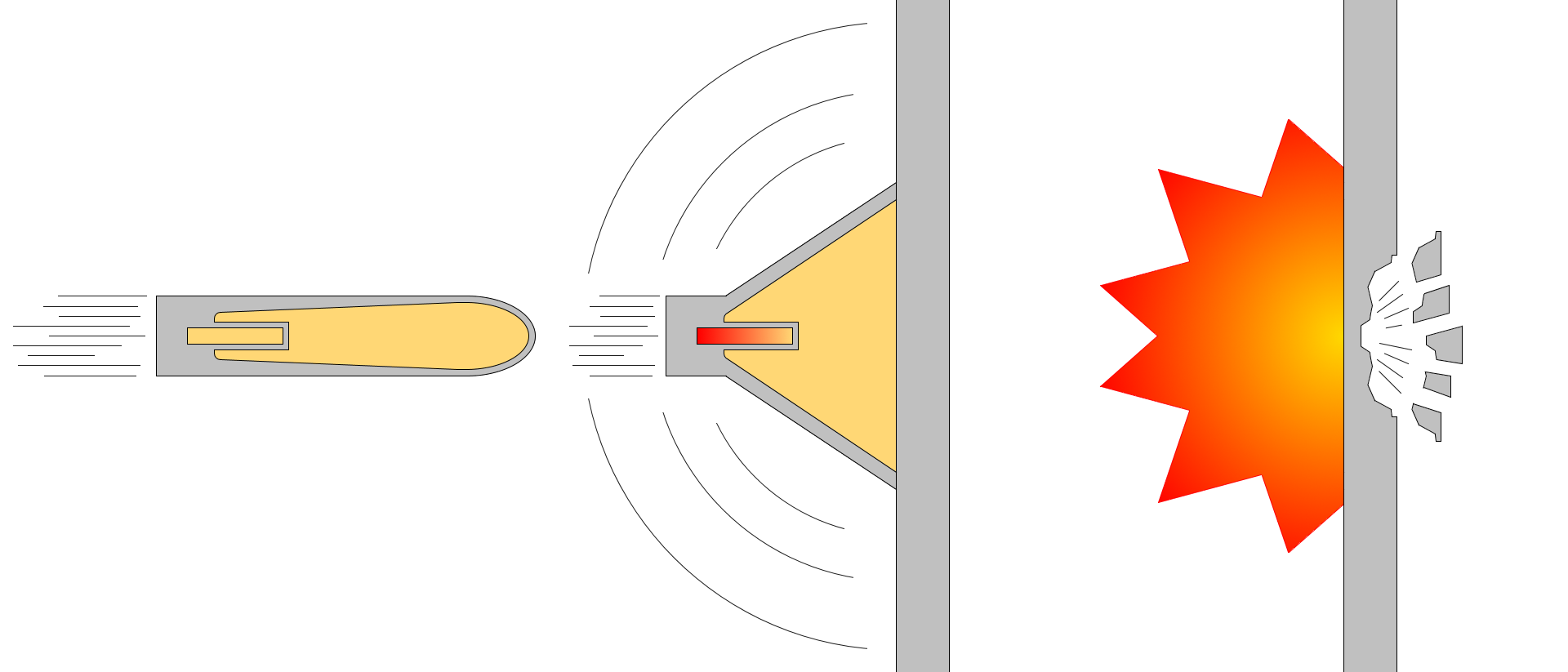
Funktionsweise

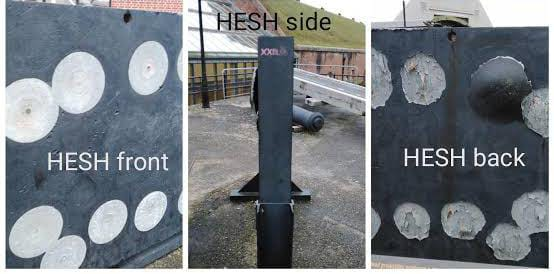
Wirkung einer Quetschkopfgranate

Die Quetschkopfgranate besteht aus einer dünnwandigen Hülle, einem plastisch verformbaren Sprengstoff und einem Bodenzünder. Beim Auftreffen auf das Ziel verformt sich die Geschossspitze samt Sprengstoff zu einer flachen Scheibe. Der Zünder löst die Detonation des Sprengstoffs nicht unmittelbar nach dem Aufprall auf das Ziel aus, sondern durch den Verzögerungszünder erst nach einer kurzen zeitlichen Verzögerung. Die Verzögerungszeit ist so gewählt, dass sich die Geschossspitze genug verformen und der Sprengstoff die Wirkung erst so entfalten kann. Die Panzerung wird dabei nicht durchschlagen, aber die Explosion des großflächig verteilten Sprengstoffs wirkt einen Druckstoß auf die Panzerung aus, welcher von der Panzerungsinnenwand reflektiert wird. An der Panzerungsinnenwand entsteht dabei mechanische Spannung, was zum Herausbrechen kleiner Stücke der Panzerung führt. Diese schießen als Splitter mit hoher Geschwindigkeit in den Kampfraum und können dort technische Systeme (z. B. Zieleinrichtung, Richtanlage) beschädigen und die Besatzung verletzen oder töten. Ein Treffer führt deshalb eher selten zu einer völligen Zerstörung des Panzerfahrzeugs, aber setzt es zumindest temporär außer Gefecht.
Die Quetschkopfgranate funktioniert am besten gegen eine homogene Stahlpanzerung. Moderne Verbundpanzerung und insbesondere die Auskleidung der Panzerung mit Aramid-Gewebe stört den Wirkmechanismus. Deswegen werden Quetschkopfgranaten nur noch in wenigen Armeen verwendet.